# BitSpirit
BitSpirit là trình khách BitTorrent và là phần mềm miễn phí chạy trên hệ điều hành Windows do công ty ByteLinker sản xuất. BitSpirit được viết bằng ngôn ngữ lập trình C++. Giao diện của nó đã được dịch ra một số ngôn ngữ. BitSpirit là trình khách BitTorrent duy nhất kết nối với mạng đồng đẳng thông qua HTTP proxy như Squid Cache Proxy Server.